# كامبو إمبيراتوري

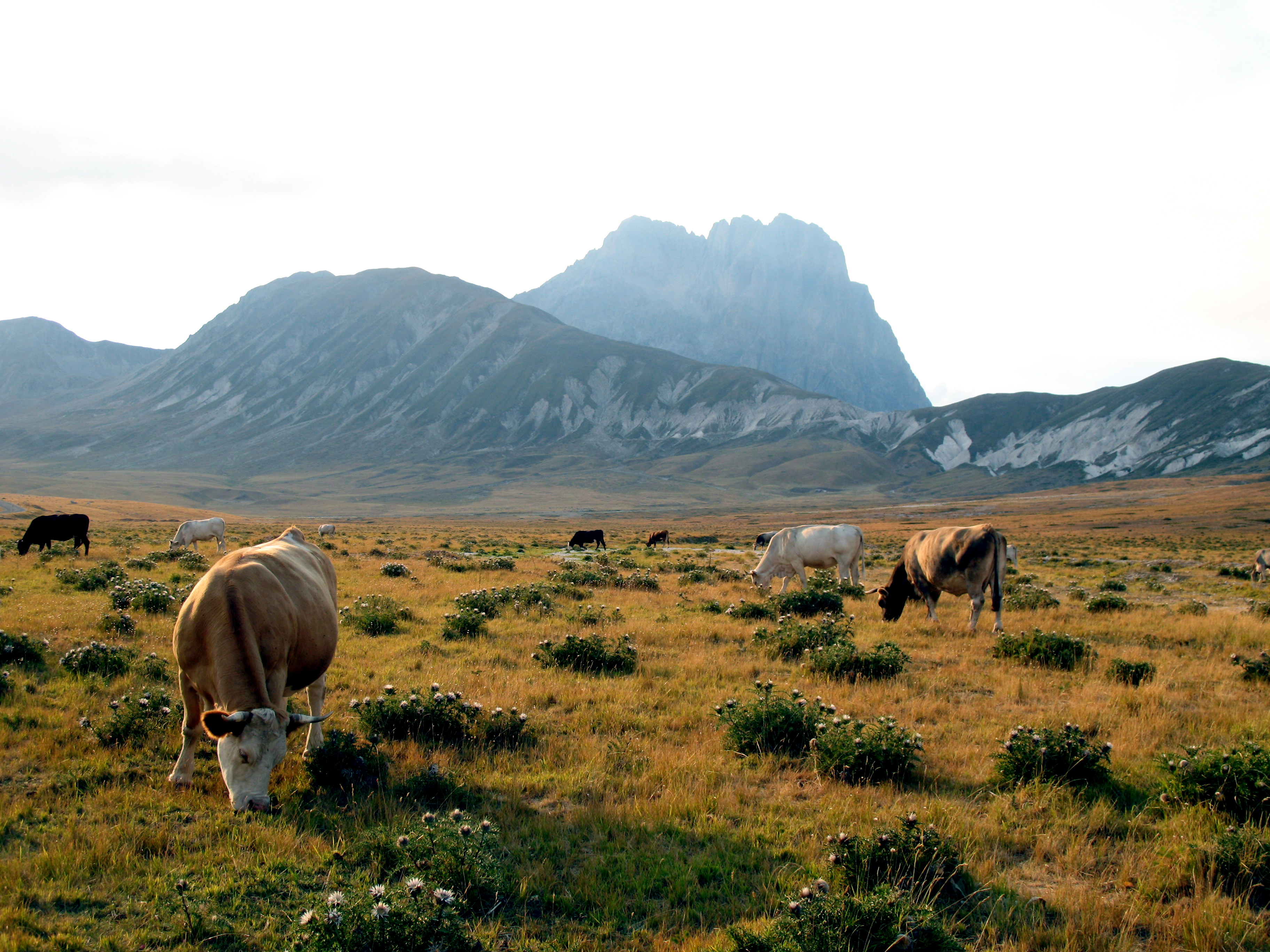
أبقار ترعى في كامبو إمبيراتوري تحت كرنو غراندي في أواخر الصيف.

كامبو إمبيراتوري (بالإيطالية: Campo Imperatore)‏ هي مراع جبلية أو مروج ألبية بشكل حوض مرتفع على هضبة يقع في مقاطعة لاكويلا في إقليم أبروتسو في إيطاليا في كتلة غران ساسو الجبلية. هي أكبر هضبة في الأبينيني وتعرف أيضًا باسم «التبت الصغرى» في إيطاليا. تقع في حديقة غران ساسو ومونتي ديلا لاغا الوطنية.